# Dolmen des Combes
Le dolmen des Combes est un dolmen situé sur le territoire de la commune des Bondons dans le département de la Lozère en France.

## Description
L'édifice est un petit dolmen simple avec une chambre rectangulaire, délimitée par deux grands orthostates latéraux, ouvrant à l'est, enfouie du centre d'un tumulus. La table de couverture est manquante. Le matériel archéologique découvert sur place est très réduit : des dents et des esquilles d'ossements humains, une armature de flèche à pédoncule et ailerons en chaille et une dizaine de perles discoïdes. La tombe a été réutilisée à la fin de l'Âge du bronze (ossements avec traces d'incinération, fragment d'une urne à col ornée de cannelures).